# Bolden Brace
Bolden Brace (Santa Bárbara, California, 20 de octubre de 1997) es un exbaloncestista y actual entrenador estadounidense que ejerce como asistente graduado en su alma mater, los Northeastern Huskies. Con 1,98 metros de estatura, jugaba en la posición de alero.

## Trayectoria deportiva

### Universidad
Jugó cuatro temporadas con los Huskies de la Universidad Northeastern, en las que promedió 9,0 puntos, 5,2 rebotes y 2,2 asistencias por partido. Fue  elegido mejor sexto hombre de la Colonial Athletic Association en 2018.

### Profesional
El 23 de agosto de 2020 firmó su primer contrato profesional con los Den Helder Suns de la DBL, el primer nivel del baloncesto holandés. Tras jugar una temporada se retiró, pasando a ser entrenador asistente en su universidad, la Universidad Northeastern.